# Bouin (Wandea)
Bouin – miejscowość i gmina we Francji, w regionie Kraj Loary, w departamencie Wandea.
Według danych na rok 1990 gminę zamieszkiwało 2268 osób, a gęstość zaludnienia wynosiła 44 osób/km² (wśród 1504 gmin Kraju Loary Bouin plasuje się na 250. miejscu pod względem liczby ludności, natomiast pod względem powierzchni na miejscu 68.).